# IP3-receptor
De inositoltrifosfaatreceptor (IP3-receptor of InsP3R) is een calciumkanaal dat vooral voorkomt in het membraan van het endoplasmatisch reticulum van cellen in het cerebellum. Het is genoemd naar de stof inositoltrifosfaat, die in staat is dit kanaal te activeren. De IP3-receptor is verwant aan de ryanodinereceptor, die vooral voorkomt in spiercellen.